# Andrea Blede
Andrea Blede (født 6. juli 1984) er en fransk fodboldspiller.
Han har spillet for flere forskellige klubber i sin karriere, herunder Kamatamare Sanuki.